# MS-06系列机动战士
MS-06系列机动战士，代號薩克Ⅱ（ザクII／ZakuⅡ），是日本动画片机动战士鋼彈中出现的一个虚构兵器系列。它是GUNDAM世界观中的主力兵器机动战士（Mobile Suit，MS）的一种。原本在動畫中只是單單被稱為薩克，後來於非官方出版但是有著大量原創作團隊如監督富野和機械設定大河原等人集篇的Gundam Century中被稱為薩克Ⅱ，舊薩克則被名為薩克Ⅰ，在此之後官方承認此設定并在後來的模型和官方出版品中沿用此設定。
由于在设计上与较早期的另一种机动战士MS-05 薩克的亲缘关系，MS-06被赋予“薩克II”的代号。
至於譯名上台灣一直稱為薩克，但在香港首播時其實沒有統一正式的稱呼，常簡單地叫機械人或普通型機械人，渣古是出於模型雜誌精密模型的非官方的譯名，後來在粵配的錄影帶和機動戰士Z GUNDAM首播時確認為正式的譯名。但因為起初的粵配錄影帶把所有其他自護的MS一律稱為新型的渣古，最後登場的自護號還有個譯名叫戰神渣古。

## 发展历史
吉翁公國在其第一种实用型机动战士薩克I（MS-05）於一年战争中投入使用后，在初期的战斗中取得了很大成果。然而由于MS-05在机动性和装甲防护方面的显著弱点，设计者早在一年战争爆发前就开始研发性能更为优越的机动战士。在充分吸收MS-05现有技术的基础上，以MS-06为编号的新型机体的开发计划顺利进行，计划于0078年1月进入生产。
MS-06的基本开发思想是“广泛多用途型机动战士”和“区域战用机动战士”。这决定了它的高度泛用性的特点，从而使之成为一年战争中最成功的量产型MS。
MS-06的第一种量产型号是有防辐射装甲的MS-06C。在少量生产并服役之后，由于吉翁公国与地球联邦签署禁止使用NBC武器的南极条约，MS-06C即宣告停产。取消了防辐射装甲的MS-06F取代C型成为吉翁公國的主力量产机，它比C型具有更好的机动性。MS-06F实际成为吉翁公國军在整个一年战争时期的制式装备，后续的各型号几乎都只是针对某些方面对F型进行有限改进而成。其中的重要型号MS-06J即是专用于在地球作战的F型，针对重力条件加以修正。在一年战争后期，为了对抗联邦军性能优越的机动战士，吉翁尼克社（參見：宇宙世紀的企業列表）开发出性能有较大提高的MS-06F2。在F2型基础上产生了F型的最后量产型号MS-06Fz。
在一年战争结束后，地球联邦军接收了吉翁公國军大量的MS-06系列产品，包括F和F2型。这些机体被广泛用于军队的对抗演习、技术验证机和教练机，也是一些基地的防卫用MS。而吉翁公國的残余力量，包括在0083年活躍的迪拉兹舰队，也拥有大量的MS-06系机体。
在迪坦斯时代，迪坦斯重新拾起了MS-06的核心技术，开发出继承了薩克系列思想的RMS-106高性能薩克。
吉翁公國的许多著名机师曾经驾驶过MS-06系列机体作战。MS-06Fz是OVA機動戰士GUNDAM0080 口袋裡的戰爭中男主角巴尼的座机，是其中一架的重创RX-78系列机体的量产MS

### 黑歷史
在∀GUNDAM中有挖出稱為類似MS-06的ボルジャーノン，而其中還有一台MS-05後被塗成黑色作為ギャバン・グーニー搭乘的隊長機。

## 主要型号

### 正史
- MS-06A 薩克II（本篇未登場）
- MS-06C 薩克II（初代）
- MS-06F 薩克II（初代）
- MS-06S 薩克II指挥官专用型（初代）
- MS-06J 薩克II陸戰型（08小隊）
- MS-06F2 薩克II後期型（0083）
- MS-06Fz 薩克II改（0080）

### MSV
- MS-06D 沙漠型薩克
- MS-06G 薩克II改进地面作战型
- MS-06K 薩克加农
- MS-06E  薩克II電子偵察型
- MS-06E3 改進偵察型薩克
- MS-06F 薩克II（德茲爾·薩比专用机）
- MS-06Fs 指揮官用薩克II（卡爾馬·薩比專用機）
- MS-06M 薩克水中型
- MS-06R-1 高機動型薩克II（宇宙戰專用系列）
- MS-06R-1A 高機動薩克II改良型
- MS-06R-2 高機動薩克II後期型
- MS-06V 薩克坦克
- MS-06W 工作型薩克
- MS-06Z 腦波傳導型薩克

#### MS-06S與Fs的不同
MS-06S在設計上順應王牌駕駛員（如夏亞）等人的需求而加強反應爐與主引擎的出力，並且為了指揮管制其他僚機而加裝頭頂天線。而Fs型除了指揮用天線與增設頭部火神砲之外性能與一般的F型無異，主要是為了操縱技術並不特出的部隊長而設計。

## MS-06全表及簡介
MS-06 [∀]
Turn A中被稱為ボルジャーノン
從地底或古代設施中挖掘出來的東西。
MS-06 [後備能量裝備機]

出自FMS，設計者為福池仁

因為ドズル專用機腹部有裝二連裝米加粒子炮，此機為加裝能源背包（Energy Pack）的機體。

MS-06 [Origin]

出自Gundam the Origin

最大的不同應該是背包大量彈藥，左腕，胸部帶有機關炮。

MS-06 [Origin：初期型]

同上，不過胸部沒有了Gatling.

MS-06 [Origin：WB擄獲機]

出處同上，不過是和蘭巴一戰時搶過來的。

因為鋼加農破壞，而把這改修為薩克加農給凱用。

不過因為凱不熟習的緣故，所以沒有甚麼戰力。

MS-06 [黒色三連星]

基連的野望中OP出現的，身體為MS-06，頭部為MS-05

MS-06-MS
機動戰士海盜鋼彈 骷髏之心出場，舊吉翁軍遺產，由猴子駕駛，腳部取消，換兩隻手上去。
MS-06A
MSV出場，先行量產型薩克II.
右肩沒有盾，兩肩裝甲沒有刺。
MS-06A（初期配色）

採用薩克I（舊式薩克）配色的初期生產型薩克II，在一週間戰爭時曾發現有此配色的06A，在薩克II正式決定專用配色後才逐漸統一為其專用配色。
MS-06C

典出MSV，為薩克II最初的量產型。在初代動畫中僅出現在片頭殖民地墜落的片段。跟設定中生產數量最多，劇中最普遍的06F相較，最大的差別在配備了對應核攻擊的核子防護配備，因此全備重量比起後來的06F型重很多。在南極條約簽訂之後，生產線便轉換至不需加裝此類配備的06F 薩克II。

MS-06C [黒色三連星]
基連的野望出場。
MS-06C [指揮官機]

MSV出場，只是多了頭角（多功能天線）的通訊聯絡加強機種，性能上跟一般機是一樣的。

MS-06C [夏亞專用機]

出自遊戲「ギレンの野望」，紅色，但是沒有角。性能和一般MS-06C一樣。

一說法是指夏亞原本並沒有個人配色，但是其上司忌妒以第一名身分從官校畢業的夏亞，發配給他僅上了紅色防鏽底漆的未完成機體。沒想到後來夏亞在魯姆戰役一戰成名，竟陰錯陽差成為夏亞的個人配色。此說法目前尚未得到官方公開認可，官方設定中夏亞一開始就是使用紅色的S型。

MS-06C [ジョニー・ライデン機]

基本上配色與量產機相同，僅在左右肩甲、駕駛艙、背包等部份塗上紅色。原本一開始即打算塗成全紅色，但是當時紅色油漆的供應量不足，僅夠塗裝前述幾個部份。目前尚非官方設定。[出處：機動戰士MSV戰記：ジョニー・ライデン（長谷川裕一作畫）]

MS-06C [シン・マツナガ機]

松永真最初使用的座機，基本配色與量產一般機相同，僅有頭部跟左肩塗上白色。

MS-06D

MS-06D [カラカル隊所屬機]

MS-06D [キラービー所屬機]

MS-06D [スカラベ隊所屬機]

MS-06D [ピンクパンサー所屬機]

MS-06D [ロイ・グリンウッド機]

MSV機體，改良自MS-06J，非洲戰場使用，輕量化，發電機出力上升，以做到安全的在沙漠中移動。

MS-06D [沙漠型]

MS-06D [藍色部隊]

MS-06D [隆美爾隊所屬機]

ZZ中出場的沙漠型薩克II.
MS-06DRC

ZZ-MSV中出場，非洲戰線的隆美爾將軍改裝機。

D代表D型，RC是隆美爾專用機（Rommel Custom）的意思。

MS-06E
MSV, 薩克強行偵察型／強攻偵察型。
MS-06E [聯邦軍修改機]
出自Z鋼彈。用途同上。
MS-06E-3
出自MSV，索敵性能上升，特徵為三眼。
（三角柱中間有三個圓型）
MS-06F

出自初代，在劇情中出現的絕大部分薩克II均為本型，與06C的主要差別在於取消了C型的耐核防護設備，和A型相較發電機出力有所提升。

MS-06F [Axis型]
出自漫畫CDA，動力管有點不同，另外有追加推進器。
MS-06F [ザメル砲]

ファントムブレット出場，作為ザメル砲的砲手改修。

特徵為右腳有固定器。

MS-06F [ジオン軍残黨仕様]

MS-06F [ジオン軍残黨仕様：指揮官機]

CDA出場，追加大型推進器。和Axis仕樣有點不同。
（推進器加裝的部份不同）
MS-06F [指揮官機]

安裝了做為通訊天線用的頭角，除此之外和一般機性能差不多。

MS-06F [シュトゥッツァー]
Advance of Z出場，胸部裝上光束槍以及有線導引的手榴彈。
MS-06F [ジョニー・ライデン機]

MS-06F [シン・マツナガ機]

ジョニー・ライデン和松永兩人的專用機。
顏色不同。
MS-06F [ドズル專用機]

出自MSV，
ドズル專用機，最大的分別在於因應ドズル超過2m的身高，而加大了駕駛艙，使胸部空間減少。另外，右肩盾取消改為和左肩一樣的尖刺，並且在左右手背上也各裝有三根尖刺。並在機體邊緣繪有金色的飾條。一說為MS-06S，不過，考慮到大部分只會使用於儀式上面，基本上並不需要高性能，所以應該還是用F型做為基礎。資料上ドズル曾經搭乘本機親赴前線，鼓舞士兵們的士氣，並且有遭遇實戰的紀錄。（有一說是以戰場視察為藉口而去積極的参加實戰的說法，而不攜帶機槍等火器只使用専用的電熱斧，則是因為ドズル本人喜好肉搏戰。）

MS-06F [機雷散佈型]
MSV出場，考慮到聯邦的初期作戰機體都是宇宙戰機和戰艦，機雷非常有用。所以就有這架佈雷薩克。
MS-06F2

MS-06F2 [ビッター專用]

MS-06F2 [聯邦捕獲機]

出自0083，設計師為Katoki Hajime。
MS-06的最終生產型。
不過，MS-06FZ同期為最終生產型，所以F2型在避免混亂下，也稱為後期生產型。
MS-06F2 [アップリケアーマー]
出自0083，加裝Application裝甲。
MS-06F2 [キンバライト所属機]
同樣出自0083。
MS-06F2 [ザメル砲測距手]
ザメル砲測距機，裝備有MS-07B3的加特林機槍。
MS-06F2 [指揮官機]
出自0083，有角。
MS-06FS

MS-06FS [ギャビー・ハザード專用機]

MSV，F型改良機。給予一般指揮官。最大特徵為頭頂裝備有火神炮。
MS-06FS [ガルマ專用]
MSV，ガルマ專用機，頭部火神炮有4門。不過因為空間不足，裝彈量極少，所以很不實用。另外，ガルマ事實上並沒有搭乘過本機。
MS-06FZ
出自0080，是吉翁軍統合整備計劃中的最終型機體。
MS-06FZ [B型]
頭部為頭盔狀。
MS-06FZ [指揮官機]
有角。
MS-06G
MSV，局地戰高機動型，裝備了07的高機動推進器。
MS-06J
陸戰型薩克II，取走了C型的姿態制禦噴嘴等宇宙用裝備。
MS-06J [アス機]

MS-06J [デル機]

08小隊出場，後者帶有戰車炮。
MS-06J [寒冷地]
藍色命運（Blue Destiny）中出場，加強了對寒冷地區的保護功能。
MS-06J [濕地帯仕様]
MSV，下半身有防水處理，另外塗裝為三色迷彩。
MS-06J-12
薩克II加農炮試作型。對空／支援用機。由於效果良好，所以以K型來量產。
MS-06JC
出自08小隊，J型改修版。
MS-06K

MS-06K [イアン專用機]

薩克II加農，實際生產9機。イアン專用機頭部通訊天線有兩條。
MS-06K [08小隊版]
背部加裝有大型上彈背包。
MS-06K [連邦軍仕様機]
出自Z鋼彈，裝備有RMS-106的盾，另外有改修座位。
MS-06M

MS-06M [レッドドルフィン隊所属機]

水中型薩克，亦稱為MSM-01，生產數7機，確認全部破壞。
MS-06M [連邦軍仕様]
聯邦自己取得吉翁的技術和生產線後自行生產的機體。
MS-06M-1
本來為MS-06FW。出自ZZ-MSV和MS-06M有著不同的概念。
MS-06M-2
ZZ-MSV，一般水中用機。
MS-06MP
F-91 MSV機體，加裝機械臂，作業用機。

MS-06R

於MSV中最先出現的薩克變化機種。首度推出時名稱本來只有R型，不過後來又分為前期的R-1，以及修改型的R-1A。

還有經過重大修改，可視為全新機種的後期型R-2。

MS-06R-1

06R系列最初的生產機，生產總數為22機。

初期因為使用的火箭引擎妥善率不佳，推進劑的搭載容量太少，導致狀況不斷，據說甚至因此折損不少優秀駕駛員。

其中10機後來被修改為R-1A型。

MS-06R-1 [シン・マツナガ專用機]

松永真所搭乘的第一批06R-1，後來被修改至R-1A規格。
MS-06R-1 ブレニフ・オグス専用機]

『MSVハンドブック』中出現的06R機體，原本配色跟一般薩克沒有甚麼不同。後來的MSV-R中將其配色改為較為偏暗的橄欖綠色，並在裙甲邊緣增加了黃黑兩色的方格條紋，變得和一般06量產機有所差別。
MS-06R-1A

R-1型的修改機，改進了R-1推進劑容量太少以及補充不易的問題，在小腿後方改用卡匣式的推進劑燃料槽。

並更換掉原本問題多多的Zionic製噴射引擎，改為採用ZIMMAD社製品。

不包含由R-1修改來的機體，新規生產的R-1A機型總數為80機，大多數都被發配給王牌駕駛員。

MS-06R-1A [エリック・マンスフィールド專用機]

配屬於吉翁本國防空隊，使用灰色與白色的低視度迷彩，配色與松永真所使用的“白狼”機體有些類似，但指揮官用天線安裝於頭部左後側方是其特徵。

MS-06R-1A [アナベル・ガトー專用機]

有著“所羅門的噩夢”異名的ガトー上尉（當時）所使用過的機體，時間大約是在參加所羅門攻防戰之前。該戰役中ガトー上尉已經換乘MS-09R。

MS-06R-1A [黒色三連星オルテガ機]

MS-06R-1A [黒色三連星マッシュ機]

MS-06R-1A [黒色三連星蓋亞機]

在黑色三連星下降到地球上，換乘MS-09 DOM之前使用過，配色為紫、黑、白三色構成，是MSV系列06R中首次出現且最為知名的個人專用機。

原本三機06R-1A在黑色三連星換裝DOM下降到地球之後的去處不明，但是在最近由北爪宏幸所作的外傳作品『C.D.A.年輕彗星的肖像』中有了新解釋，在0083年時點此三架機體仍保持原配色而由吉翁殘黨軍保存運用中，並在劇情中由シャア等一行人使用過。不過此一設定目前尚未受到官方的認可。

另外因為本配色實在太有名，即使黑色三連星換裝DOM之後也繼續使用此配色，甚至後來該配色變成了DOM的標準配色。

MS-06R-1A [マサヤ・ナカガワ専用機]

頭角一反常例的被設置於頭部正中央，而非額頭前方是其最大特徵。個人配色為咖啡色與黃色，感覺上非常類似陸戰用迷彩，因此戰後聯邦軍在ABK內發現本機時，一度以為是陸戰用機體，是由於裝於腳部的噴射器等才確認是屬於R-1機體。

MS-06R-1A [シン・マツナガ專用機]

由原本松永真所搭乘的06R-1修改至06R-1A的規格，其他部分並無太大變化。

MS-06R-1A [シン・マツナガ專用機]

在外傳作品中松永真所搭乘的06R-1A替代機，除配色稍有不同外，主要區別是在右肩盾牌更換成與左肩相同的帶刺肩甲。

MS-06R-1A [シン・マツナガ專用機改]

出自某些非官方的外傳作品，圖片顯示在腳部外觀的修改狀態非常類似06R-2，但是機體本身的實際修改狀況則不明。

MS-06R-1A [ユーマ・ライトニング專用機]

出自MSV-R，ユーマ本人則在外傳漫畫機動戰士鋼彈 MSV-R 強尼．萊汀的歸來中出場，是出身於菁英部隊『奇美拉隊』的初期強化人。本機為他在一年戰爭時期所搭乘的機體。藍白配色使其有「青色雷光」的外號。

MS-06R-1A [ロビン・ブラッドジョー中尉專用機]

出自大型遊戲機台『機動戦士ガンダム スピリッツオブジオン』。在遊戲進行到後半時換乘。

特徵是藍白雙色的機體，以及左肩甲上的兩支彎角型刺（黃色）。個人徽章為藍色有角的骷髏。

MS-06R-2

稱為高機動型薩克後期型，主要可見的變更為腳部推進劑容量進一步增加（燃料槽大型化），噴射器週邊增加裝甲保護，以及背包大型化以增加推力以及推進劑容量。相較於R-1、R-1A僅是由06F型進行局部（腳部、背包）修改而來，R-2型雖然外觀上與R-1A相去不遠，但實際上在內部結構上也進行了相當程度的修改，以因應加速性能與機動力的提升，基本上已經可以說是一架完全不同的機種了。

開發當初是以替代06F的次期主力機種為目標，與MS-09進行競爭。雖然在部分性能上較MS-09更為優秀，但是操控上需要較高的技巧，加上生產成本遠較MS-09為高，不太可能大量發配給一般部隊士兵。因此未被選為次期主力機種，僅生產了4機（一說5機），除1機後來修改為MS-06R-3之外，其他三機均配給吉翁當時的最頂尖王牌駕駛員。

MS-06R-2 [ギャビー・ハザード專用機]

MS-06R-2 [ジョニー・ライデン專用機]

MS-06R-2 [ロバート・ギリアム專用機]

MS-06R-2 [4號機機]

之後被修改為MS-06R-3，做為YMS-14的測試平台。

MS-06R-2 [シャア使用機]

出自遊戲書「最後的紅色彗星」，在故事最高潮時由シャア所駕駛。因為只塗上紅色防銹底漆，卻剛好跟シャア的個人配色相符合。書中直接稱該機為「5號機」，是各項資料中第一次打破06R-2原只生產四機的設定。但本遊戲書的設定並沒有受到官方認可。

關於其存在目前有數個合理解釋，一說很有可能是ライデン少校換乘MS-14B後，所留下的原本06R-2經過修改保留而來，另外一個說法是本機其實就是原本預計要交給德茲爾的06R-2S，因德茲爾戰死而始終以未完成塗裝狀態存放於月球グラナダ基地。最後一種說法則指出該機其實就是06R-2的原型機06R-2P。

MS-06R-2 [カート・ラズウェル中尉專用機]

出自大型遊戲機台『機動戦士ガンダム スピリッツオブジオン』。在遊戲進行到後半時換乘。

本設定是官方所造成的重大矛盾，由於用於實戰中的MS-06R-2均被分配給校級軍官，身為尉官（中尉）的カート・ラズウェル中尉是因何機緣可以發配到生產數量僅有4機的06R-2，並造成生產數量上的矛盾，目前仍是一個謎。

有一種說法是本機在外觀上的部份零件是使用06R-2的備份（改良？）零件，其實本體仍為與搭檔ロビン・ブラッドジョー中尉相同的MS-06R-1A。

特徵是紅白雙色的機體，以及左肩甲上的單支彎角型刺（黃色）。個人徽章為紅色有角的骷髏。

MS-06R-2P

MS-06R-2的原型機，當初是以使用光束兵器為前提來進行開發的。在胸部區塊較一般06R-1A機型加大，以便容納出力較大的核融合爐。

但是由於核融合爐等的各種問題存在，加上試作的光束兵器出力不足無法用於實戰，因此之後正式生產時的R-2仍然配置實彈兵器。

本機在某些資料裡被視為06R-2生產數4機的其中之一，但也有資料將其視為另外生產的機體，目前還沒有很統一的正式說法。

MS-06R-2S

德茲爾專用機。一說並未實際被生產出來（僅止於紙上型號），也有說法指出該機後來一直被保存於生產工廠中，可能因為德茲爾戰死而從未交付給前線使用。因此很有可能就是傳聞中的06R-2五號機。

MS-06R-3

由06R-2四號機修改而來，因為使用了許多即將在ゲルググ上使用的測試零件，而被稱為ゲルググ先行試作型。此時外觀上已經較為接近ゲルググ了。

MS-06R-3S
薩克III，高機動型薩克，S型為MS-14先行試作型。據說在測試中途有遭遇過實戰，不過並未留下任何正式紀錄。（出自漫畫外傳）

MS-06RD-4
高機動試驗型薩克，上半身薩克，下半身MS-09的東西。
MS-06RF

MS-06RF [指揮官機]

出自F90。
MS-06RP
高機動薩克原型機。直接修改自06F的最初機體。
一共製造了兩機（一說是由06F改裝而來），開發是在月球表面的グラナダ基地進行，由出借到ジオニック社的エリオット・レム中校（當時為少校）進行了兩週間的各項飛行測試。因為結果相當令軍方滿意，所以立即進入生產。與一般06F型最大的差別主要在背部背包與推進器大型化，腳部加裝推進劑燃料槽與噴射引擎。配色為相當特殊的橘黃色。
MS-06S

MS-06S [Origin]

MS-06S [ガイア專用]

MS-06S [卡爾馬・薩比專用機]

MS-06S [夏亞專用機]

MS-06S [馬・克貝專用機]

MS-06S [宇宙空間迷彩仕樣]

出力上升30℅的機體。
MS-06T
訓練用薩克。
MS-06V

MS-06V [08小隊版]

並非吉翁軍公式機體，而是戰場上廢物利的作為作業用機的東西。上半身薩克，下半身是坦克的東西。雖然非公式，但因為製作簡單，在各地都有類似的東西。
MS-06V [ザクキャノン]
基連的野望中出場，上半改為Zaku Cannon的東西。
MS-06V [スタンパコレクション]
ZZ中的機體，為スタンパ個人的收集品。
MS-06V [連邦軍式樣]
出自Z,
一年戰爭後，聯邦大量採用MS。除了作戰用之外，也大量取用作業用MS。此為其一。
MS-06V-6
MSV，把作業用機再修改為作戰用。
MS-06W
MSV，一般作業用薩克。不像V型是廢物利用，W型是全MS設計為作業用的機體。
MS-06Z-1

MS-06Z-2

MS-06Z-3

出自MSV，精神感應試驗型薩克/Bishop/Z型薩克。帶有Bit能作遠隔攻擊的實驗性新類型人專用機。對於此三機有沒有出戰過，還是有爭論。此機原本有腳，但其中一台後來被聯邦MS攻擊，令腳部無法修理，更換為火箭發動機，這樣也好算是出戰的根據，編號變成MSN-01。作為非正史的動漫机动战士GUNDAM Thunderbolt中登場過並擊敗過高達，唯其設計修改成使用不同既成作品的精神感應裝置使用腦波控制，使用的是裝上專用電子義肢的殘疾人駕駛員感應神經脈衝信號控制「再生・P・裝置（RPD）」，參見有關新類型人。